# Christophe Point
Christophe Point, né le 26 mai 1965 à Nantes, est un footballeur professionnel français, devenu entraîneur. 

## Carrière
Arrivé à 11 ans à Caen, il est licencié au SM Caen dès 1976. Il y dispute ses premiers matchs en équipe première lors de la saison 1981-1982 à 16 ans, en D3, en tant que milieu de terrain. 
Il s'impose comme un titulaire à part entière et suit la progression du club dans la hiérarchie du football français. Reconverti progressivement au poste de défenseur, dans l'axe ou sur le côté droit, notamment par l'entraîneur Daniel Jeandupeux, il participe notamment aux deux rencontres de coupe d'Europe disputées par le club en septembre 1992. Handicapé par des blessures récurrentes au genou, qui lui valent notamment de se faire opérer lors de la saison 1991-1992, il ne participe qu'à deux matchs en début de saison 1994-1995, à l'issue de laquelle le Stade Malherbe est relégué. Il prend alors sa retraite sportive, après quinze saisons d'affilée sous le maillot caennais.
Il entre alors dans le staff du club, dont il entraîne l'équipe réserve en 1997-1998. Il devient ensuite l'entraîneur du Bayeux FC puis de l'US Avranches. 
En août 2005, il est nommé directeur du centre de formation du CS Sedan Ardennes. Il y reste pendant huit ans, jusqu'à la liquidation judiciaire du club prononcée en 2013. Pendant son passage, les moins de 19 ans atteignent à trois reprises les demi-finales de la Coupe Gambardella. En 2013, ils se qualifient enfin pour la finale mais s'inclinent face aux Girondins de Bordeaux. Pendant de temps après, il est nommé à la tête du centre de formation du Dijon Football Côte d'Or, qui évolue alors en Ligue 2. En 2015, son contrat n'est pas renouvelé. En 2016, il prend la succession de Jean-Marc Nobilo à la tête de la formation de l'AJ Auxerre, qui évolue également en Ligue 2.

## Statistiques

### Joueur
Au cours de sa carrière au Stade Malherbe, Christophe Point dispute plus de 300 matches en Division 1, Division 2 et coupes, auxquels s'ajoutent trois saisons en troisième division (soit 35 matchs).
| Saison                | Club                  | Championnat           | Championnat | Championnat | Coupe(s) nationale(s) | Coupe(s) nationale(s) | Compétition(s) continentale(s) | Compétition(s) continentale(s) | Compétition(s) continentale(s) | Total | Total |
| Saison                | Club                  | Division              | M.          | B.          | M.                    | B.                    | Comp.                          | M.                             | B.                             | M.    | B.    |
| 1981-1982             | Stade Malherbe Caen   | 3                     | 4           | 0           | 0                     | 0                     | -                              | -                              | -                              | 4     | 0     |
| 1982-1983             | Stade Malherbe Caen   | 3                     | 7           | 0           | 0                     | 0                     | -                              | -                              | -                              | 7     | 0     |
| 1983-1984             | Stade Malherbe Caen   | 3                     | 24          | 0           | 2                     | 0                     | -                              | -                              | -                              | 26    | 0     |
| 1984-1985             | Stade Malherbe Caen   | 2                     | 28          | 2           | 1                     | 1                     | -                              | -                              | -                              | 29    | 3     |
| 1985-1986             | Stade Malherbe Caen   | 2                     | 19          | 0           | 1                     | 0                     | -                              | -                              | -                              | 20    | 0     |
| 1986-1987             | Stade Malherbe Caen   | 2                     | 31          | 4           | 4                     | 0                     | -                              | -                              | -                              | 35    | 4     |
| 1987-1988             | Stade Malherbe Caen   | 2                     | 26          | 2           | 6                     | 0                     | -                              | -                              | -                              | 32    | 2     |
| 1988-1989             | Stade Malherbe Caen   | 1                     | 33          | 2           | 5                     | 0                     | -                              | -                              | -                              | 38    | 2     |
| 1989-1990             | Stade Malherbe Caen   | 1                     | 28          | 0           | 0                     | 0                     | -                              | -                              | -                              | 28    | 0     |
| 1990-1991             | Stade Malherbe Caen   | 1                     | 31          | 1           | 1                     | 0                     | -                              | -                              | -                              | 32    | 1     |
| 1991-1992             | Stade Malherbe Caen   | 1                     | 9           | 0           | 0                     | 0                     | -                              | -                              | -                              | 9     | 0     |
| 1992-1993             | Stade Malherbe Caen   | 1                     | 33          | 1           | 3                     | 1                     | C3                             | 2                              | 0                              | 38    | 2     |
| 1993-1994             | Stade Malherbe Caen   | 1                     | 36          | 1           | 1                     | 0                     | -                              | -                              | -                              | 37    | 1     |
| 1994-1995             | Stade Malherbe Caen   | 1                     | 2           | 0           | 0                     | 0                     | -                              | -                              | -                              | 2     | 0     |
| Total sur la carrière | Total sur la carrière | Total sur la carrière | 311         | 13          | 24                    | 2                     | -                              | 2                              | 0                              | 337   | 15    |

### Entraîneur
- 1995-1997 : SM Caen (moins de 15 ans)
- 1997-1998 : SM Caen B
- 1998-2002 : Bayeux FC (entraîneur-joueur)
- 2002-2005 : US Avranches
- 2005-2013 : CS Sedan Ardennes (direction du centre de formation, moins de 18 ans initialement)
- 2013-2015 : Dijon Football Côte d'Or (directeur du centre de formation)
- 2016-2018 : AJ Auxerre (directeur du centre de formation puis de la réserve)
- Depuis 2018 : Dijon FCO (U19 puis réserve)